# أذرماركا

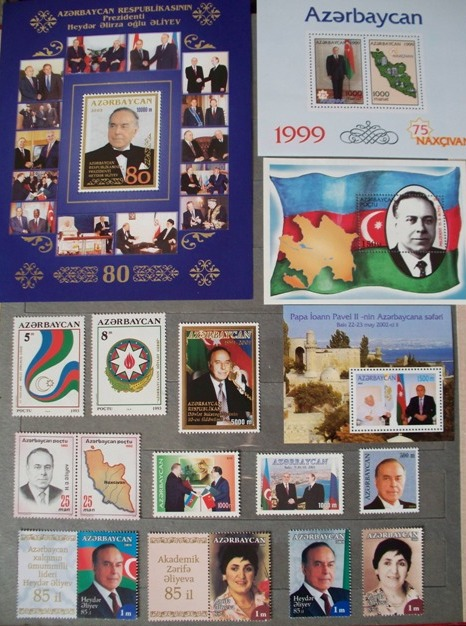
طوابع نهائية وتذكارية لشخصيات أذربيجانية بارزة من إنتاج شركة أذرماركا.

أذرماركا هي الشركة الحكومية الأذربيجانية المسؤولة عن إنتاج وبيع الطوابع البريدية الأذربيجانية. لا ينبغي الخلط بين مكتب بريد أذربيجان، آزاربوتشت ، وهما منظمتان منفصلتان.
منذ عام 1992، تم إنتاج مجموعة متنوعة من الطوابع النهائية والتذكارية التي تصور موضوعات موضعية ومحلية. كما تم إصدار أغلفة اليوم الأول والقرطاسية البريدية .

## روابط خارجية
- الموقع الرسمي. باللغة الأذرية
- إدخال الدليل البريدي. باللغة الإنجليزية